# سلاندین
| سامانه  | ردیف    | اشکوب      | سن (میلیون سال) |
| ------- | ------- | ---------- | --------------- |
| نئوژن   | میوسن   | آکیتانین   | → پیش از آن     |
| پالئوژن | الیگوسن | چاتین      | ۲۳٫۰۳–۲۸٫۴      |
| پالئوژن | الیگوسن | روپلین     | ۲۸٫۴–۳۳٫۹       |
| پالئوژن | ائوسن   | پریابونین  | ۳۳٫۹–۳۷٫۲       |
| پالئوژن | ائوسن   | بارتونین   | ۳۷٫۲–۴۰٫۴       |
| پالئوژن | ائوسن   | لوتتین     | ۴۰٫۴–۴۸٫۶       |
| پالئوژن | ائوسن   | ایپرزین    | ۴۸٫۶–۵۵٫۸       |
| پالئوژن | پالئوسن | تانتین     | ۵۵٫۸–۵۸٫۷       |
| پالئوژن | پالئوسن | سلاندین    | ۵۸٫۷–۶۱٫۷       |
| پالئوژن | پالئوسن | دانین      | ۶۱٫۷–۶۵٫۵       |
| کرتاسه  | پسین    | ماستریختین | → پس از آن      |

سلاندین (انگلیسی: Selandian) در مقیاس زمانی زمین‌شناسی یک عصر از دور پالئوسن و از دید چینه‌شناختی یک اشکوب از ردیف پالئوسن به‌شمار می‌رود. این عصر بین ۶۱،۶ تا ۵۹،۲ میلیون سال پیش را شامل می‌شود.

## زندگی جانوری
جانوران عصر سلاندین شامل مارهای بزرگ (تیتانوبوآ)، کروکودیل‌ها، تمساح‌سانان، جغدها و گاستون‌مرغان است، در حالی که جانوران پستاندار از چند گونه پستاندار قدیمی مانند میان‌پنجه‌سانان، همه‌دندانان، خویشاوندان اولیه آداپیس‌نماشکلان و چندتکمیزه‌ایان پدید آمدند. 